# Кировский мост (Владикавказ)
Ки́ровский мост — мост через реку Терек во Владикавказе (Северная Осетия, Россия). Соединяет центральную и заречную части города. Расположен в створе улицы Кирова.

## История
Железобетонный двухпролётный арочный мост через Терек построен в 1940-х гг. Первоначальное название моста Новокаменный вскоре после постройки было изменено на Кировский, т.к. мост находится в створе улицы Кирова. Предназначен для автомобильного и пешеходного движения. Также через мост планировалась прокладка трамвайной линии, но проект осуществлён не был. Трамвайные пути пересекают Терек по Чугунному и Чапаевскому мостам. С 1977 по 2010 год по мосту осуществлялось движение троллейбусов.